# Cooper T44
Chronologie des modèles (1957 - 1958)
Cooper T43 Cooper T45
La Cooper T44 est une monoplace de Formule 1 ayant couru deux Grands Prix avec Bob Gerard et Roy Salvadori en 1957 et 1958.

## Historique
En 1957, Bob Gerard, au volant d'une Cooper T44 privée propulsée par un moteur Bristol, dispute le Grand Prix automobile de Grande-Bretagne. Qualifié à la dix-huitième place, il termine sixième.
En 1958, Roy Salvadori pilote un T44 officielle de la Cooper Car Company mue par un bloc Climax au Grand Prix automobile des Pays-Bas. Qualifié à la neuvième place, il termine quatrième.